# Érsekvadkert
Érsekvadkert (tidigare: Vadkert) är en ort (by) i provinsen Nógrád i norra Ungern. Orten har 3 467 invånare (2024), på en yta av 55,38 km². Den ligger cirka 11,5 kilometer sydväst om Balassagyarmat.